# Mademoiselle Granger
Pour les articles homonymes, voir Granger et Rozier.
Mademoiselle Granger ou Pauline Granger, née Anne Eugénie Pauline Rozier le 28 mai 1833 à Paris et morte le 26 juillet 1913 dans la même ville, est une actrice française, sociétaire de la Comédie-Française.

## Biographie
Pauline Rozier naît le 28 mai 1833 à Paris, dans le 1er arrondissement. Elle est la fille de Paul-Achille Rozier, employé, et de son épouse, Marie Simon.
En 1852, à dix-neuf ans, elle s'inscrit au Conservatoire de musique et de déclamation.
Elle débute au théâtre de l'Odéon en 1853. Adonnée aux rôles de soubrette, elle joue rarement dans les pièces modernes. Plus tard, elle prend l'emploi des mères, et s'y fait une place.
Nommée sociétaire de la Comédie française le 1er janvier 1883, elle prend sa retraite le 1er juin 1895.
Le 22 mai 1858, elle avait épousé à Paris le comédien Charles Antoine Métrême (1828-1906), mais elle divorça le 20 juin 1887 après que celui-ci l'eut quittée pour vivre avec la chanteuse Théone Stéphanie Lefrançois, dite Mme Téonie (1832-1907).
Elle est inhumée au cimetière du Père-Lachaise (26e division).

## Théâtre

### Carrière à la Comédie-Française
Entrée en 1856
Nommée 309e sociétaire en 1883
Départ en 1895
- 1856 : Tartuffe de Molière : Dorine
- 1868 : Le Faiseur (ou Mercadet), d'Honoré de Balzac : Virginie
- 1869 : George Dandin de Molière : Claudine
- 1870 : Maurice de Saxe, de Jules Amigues et Marcellin Desboutin : Marton
- 1873 : Marion de Lorme de Victor Hugo : Dame Rose
- 1877 : Le Joueur de Jean-François Regnard : Mme la Ressource
- 1882 : Les Rantzau d'Émile Erckmann et Alexandre Chatrian : Marie-Anne
- 1884 : Les Pattes de mouche de Victorien Sardou : Colomba
- 1886 : L'Avare de Molière : Frosine
- 1888 : Le Flibustier de Jean Richepin : Marie-Anne
- 1890 : Le Bourgeois gentilhomme de Molière : Mme Jourdain
- 1894 : Cabotins ! d'Édouard Pailleron : Mme Cardevent